# Erich Probst
Pour les articles homonymes, voir Probst.
Erich Probst, né le 5 décembre 1927 à Vienne, décédé le 16 mars 1988, était un footballeur autrichien.

## Biographie
Cet attaquant qui a joué, entre autres, au Rapid de Vienne et au FC Zurich, est l'auteur de 17 buts en 19 sélections entre 1951 et 1960. Il a disputé la coupe du monde de football 1954 où l'Autriche a terminé à la troisième place.